# Карура
Карура (яп. 迦楼羅) — божественное существо с человеческим торсом и птичьей головой в японской буддийской мифологии. Название является транслитерацией имени индуистской птицы-божества Гаруды (санскрит: गरुड — Гаруда; пали: Garuḷa), сказания о которой в японскую культуру пришли через буддизм. То же самое существо называется по японски кондзито (金翅鳥 — «птица с золотыми крыльями»; санскрит: Супарна).

## Описание
Карура, по поверьям, огромный, огнедышащий и питается драконами/змеями, так же, как Гаруда являлся бичом Нагов. Только дракон, который обладает буддистским талисманом, или тот, кто принял буддийское учение, может уйти от Каруры невредимым. Его местом обитания является Сумисэн или гора Меру Карура является одним из обращенных в веру и просветлённых существ, принятых на служение в отряд стражей под названием Хатибусу (八部衆 «Дивы восьмого ранга»).

## Классические изображения
Самым известным изображением Каруры, является статуя в храме Кофуку-дзи в городе Нара среди восьми статуй дивов, представленных на церемонии «открытия глаз» Будды (освящение храма) в шестом году Тэмпё или в 734 году григорианского летоисчисления. Здесь Карура представлен в доспехах китайского стиля эпохи правления династии Тан, и его крылья не видны.
Более традиционно, Карура (Гаруда) изображен в «Конго буине» (金剛部院), разделе из «Тайдзокай мандара» (胎蔵界曼荼羅; санскритская мандала «Гарбхакоса-бхату») и в других иконографических книгах и свитках.

## Культурное влияние
Маска Каруры (Гаруды) является одной из масок, характерных для придворного японского танца гигаку (VII—XV столетия). Единственное сохранившееся подробное описание спектакля гигаку содержится в сочинении «Кёкунсё» («Книга наставлений»), написанном в 1232—1233 годах потомственным придворным музыкантом и очевидцем представления Комой Такадзанэ (1172—1242), где Карура появляется в четвёртом номере, исполняя танец, имитировавший убийство и поедание змея. Существует два варианта маски Каруры: в первом случае хохолок Каруры вертикально возвышается надо лбом, её клюв раскрыт, и в нём находится жемчужина, во втором случае Карура имеет поникший хохолок и вздёрнутый сомкнутый клюв. В обоих вариантах маски у Каруры большие выпученные глаза со зрачками.
Пылающий нимб или ореол известен под названием «Пламя Каруры», и, как правило, служит украшением позади статуи видья-раджи Фудо-мё-о (不動明王).